# Karipska ploča
Karipska ploča je jedna od glavnih litosfernih ploča na Zemlji, površine od 3,319.000 km².

## Karakteristike
Karipska ploča leži ispod dela Tihog okeana pored istočne obale Centralne Amerike. Graniči sa Severnoameričkom, Južnoameričkom, Naskanskom i Kokosovom pločom. Granice njihova sudaranja su područja intenzivne seizmičke aktivnosti, čestih potresa, cunamija i vulkanskih erupcija.
Karipska ploča pomera se prema istoku prema obe velike kontinentalne ploče, i prema Severnoameričkoj i Južnoameričkoj brzinom od 10 do 20 milimetara godišnje i to već nekoliko desetina miliona godina.
Zona kolizije sa Severnoameričkom pločom kod ostrva Kube sada je relativno stabilna, ali se zona subdukcije pomerila prema Centralnoj Americi.